# Moribala
Moribala, o anche Moribila, è un comune rurale del Mali facente parte del circondario di San, nella regione di Ségou.
Il comune è composto da 16 nuclei abitati:
- Diolo Kafono
- Diolo Kagoua
- Diolo Kalanga
- Kolosso
- Konosso
- Mikankan
- Moribala-Kafono
- Moribala-Kagoua
- N'Gorosso
- Nagaziela
- Nangounso
- Nankan
- Nianziekan
- Tieken
- Togosso
- Zounoukan